# 震旦博物馆
震旦博物馆 (英語：Aurora Museum)位于上海市浦东新区富城路99号（震旦国际大楼）。

## 历史
2013 年 10 月正式开馆。其常设展以中国古代器物为主，全部来自震旦 (中国) 有限公司董事长陈永泰的个人收藏。馆区共计六层，面积 6316 平方米。

## 营业时间
- 周二至周日：早上十点至下午五点，周五延迟至晚上九点闭馆
- 周一闭馆